# Dubicze
Dubicze (prononciation : [duˈbit͡ʂɛ]) est un village polonais de la gmina de Stara Kornica dans le powiat de Łosice de la voïvodie de Mazovie dans le centre-est de la Pologne.
Il se situe à environ 19 kilomètres à l'est de Łosice (siège du powiat) et à 136 kilomètres à l'est de Varsovie (capitale de la Pologne).
Le village possède une population de 147 habitants en 2010.

## Histoire
De 1975 à 1998, le village appartenait administrativement à la voïvodie de Biała Podlaska.